# Лизат тромбоцитов человека
Лизат тромбоцитов человека (или hPL) является заменителем фетальной бычьей сыворотки (FBS) в экспериментальных и клинических культурах клеток. Это мутная светло-желтая жидкость, которую получают из тромбоцитов человеческой крови после циклов замораживания/оттаивания. Цикл замораживания/оттаивания приводит к лизису тромбоцитов, высвобождая большое количество факторов роста, необходимых для развития клеток. hPL имеет самую высокую концентрацию факторов роста среди всех добавок для сыворотки. Среды для культивирования клеток, не содержащие FBS, например, с лизатом тромбоцитов или химически определёнными/не содержащими компонентов животного происхождения, используются для клеточной терапии или регенеративной медицины. Они коммерчески доступны и соответствуют стандартам GMP (надлежащая производственная практика), что обычно является основой для одобрения регулирующих органов.

## Процесс производства
Тромбоциты живут от 5 до 9 дней. По этой причине Управление по санитарному надзору за качеством пищевых продуктов и медикаментов США (FDA) прекращает срок годности тромбоцитов, пригодных для переливания, через 5 дней после сбора. Обычно hPL получают из тромбоцитов с истекшим сроком годности, которые хранились в замороженных условиях не позднее 7 дней после сбора.
hPL создается из одиночных или объединённых донорских тромбоцитов, выделенных из цельной крови или путем афереза и распределенных в стандартном пакете для сбора тромбоцитов. Между протоколами производства hPL есть некоторые различия, но все они имеют одну и ту же суть: замораживание при очень низких температурах и оттаивание. Этот процесс можно повторить два или три раза, чтобы вызвать полный лизис тромбоцитов. Полученный hPL затем может пройти различные этапы производства для достижения нескольких степеней hPL.
Наиболее распространенная форма hPL подвергается небольшому количеству этапов обработки, в результате чего из супернатанта после процесса замораживания/оттаивания получается продукт. Включенные факторы свертывания требуют добавления гепарина в среду для культивирования клеток для предотвращения коагуляции во время инкубации.
Другая форма hPL — это форма, которую можно использовать в культуре клеток без необходимости добавления гепарина или какого-либо антикоагулянта. Этот сорт hPL проходит дополнительные этапы производства, чтобы ингибировать действие факторов свертывания крови.
Многие лаборатории по всему миру создают небольшое количество hPL для удовлетворения своих лабораторных потребностей. Недостатками этого процесса являются: стоимость и соответствие состава. При создании небольших партий hPL (объединенных одним или несколькими донорами) согласованность hPL от партии к партии становится непостоянной. Крупномасштабное производство путем объединения большого количества доноров тромбоцитов является необходимостью смягчить вариабельность от донора к донору. Соответствие состава является главным приоритетом для экспериментальных планов, чтобы обеспечить воспроизводимые результаты.
Лизат тромбоцитов обычно используется в качестве дополнения к базальной среде в культуре мезенхимальных стволовых клеток. Перед использованием рекомендуется провести процесс инактивации патогена, чтобы предотвратить передачу патогена.

## Глобальные продажи
Лизат тромбоцитов человека коммерчески доступен у фирм: AventaCell BioMedical, Elk Bioscience, Mill Creek Life Sciences, Compass Biomedical, Inc., Sexton Biotechnologies, Macopharma SA, iBiologics, PL BioScience GmbH, Life Science Group Ltd (Великобритания) и Trinova Biochem GmbH в разделе линейки продуктов UltraGRO, PLTMax, PLUS, Stemulate, лизат тромбоцитов человека, XcytePlus, PLSOLUTION, PLMATRIX и добавки к средам CRUX RUFA. Лизат тромбоцитов также производится из материала животного происхождения, не являющегося человеческим, и коммерчески доступен у компаний Agulos Biotech (свинья) и Japan Biomedical (бычий скот). Некоторые компании предоставляют различные сорта лизата тромбоцитов, включая версии, соответствующие стандартам GMP, а также клинической степени очистки для использования в клинических испытаниях на людях. Лизат тромбоцитов представляет собой настоящую платформу рекомбинантных белков человеческого происхождения. Лизат тромбоцитов был протестирован в различных приложениях на культурах клеток, включая использование в современных биореакторных системах.

## Рекомендации
1. ↑  Doucet, C. et al. Platelet lysates promote mesenchymal stem cell expansion: A safety substitute for animal serum in cell-based therapy applications. Journal of Cellular Physiology 205, 228—236 (2005).
2. ↑  Laner‑Plamberger et al. J Transl Med (2015) 13:354
3. ↑  Iudicone P (Jan 2014). Pathogen-free, plasma-poor platelet lysate and expansion of human mesenchymal stem cells. J Transl Med. 12. doi:10.1186/1479-5876-12-28. PMID 24467837.{{cite journal}}:  Википедия:Обслуживание CS1 (не помеченный открытым DOI) (ссылка)
4. ↑  Platelet lysate consisting of a natural repair proteome supports human mesenchymal stem cell proliferation and chromosomal stability.
Cell Transplant
Cell Transplant 2011 19;20(6):797-811. Epub 2010 Nov 19.
http://www.bioprocessintl.com/manufacturing/cell-therapies/expansion-human-mesenchymal-stem-cells-using-microcarriers-human-platelet-lysate/ Архивная копия от 11 ноября 2023 на Wayback Machine